# Tritoma biguttata
Tritoma biguttata är en skalbaggsart som först beskrevs av Thomas Say 1825.  Tritoma biguttata ingår i släktet Tritoma och familjen trädsvampbaggar.

## Underarter
Arten delas in i följande underarter:
- T. b. biguttata
- T. b. affinis